# Francesco Orestano
Francesco Orestano (Alia, 14 de abril de 1873 - Roma, 20 de agosto de 1945) foi um filósofo italiano.